# 巴若兰
巴若兰（Elizabeth Fischbacher，1897年3月31日—1967年12月24日），英国内地会女传教士，布道家，后加入地方教会。在1930年代，曾对两位中国教会领袖杨绍唐和倪柝声产生影响。

## 生平
1897年3月31日，巴若兰出生在苏格兰格拉斯哥一个敬虔的基督徒家庭。她是家中长女，家中弟兄姊妹8人，其中有三人加入内地会到中国传道。
1922年（25岁），巴若兰受内地会差遣，前往中国传教，驻山西省曲沃县，讲道很有恩赐。1930年代初，巴若兰将山东大复兴带到山西省，影响该省中国传道人杨绍唐。曾在洪洞县山西圣经学院任教。
1935年，巴若兰从内地会辞职，成为自由宣教士，在烟台主领奋兴会，受灵恩运动影响，说方言，唱灵歌，使倪柝声也一度受到影响。巴若兰一度回到苏格兰，与史百克同工。1938年，倪柝声赴英国，与史百克交通，并参加开西大会。巴若兰又陪同倪柝声赴丹麦带领特别聚会。倪柝声回到伦敦后，将《工作的再思》译为英文，巴若兰和另一位内地会女传教士德文兰（P M Deck，1910年由内地会派遣来华，驻山西省曲沃县）从中协助。
1939年，巴若兰和德文兰追随倪柝声回上海。倪柝声回到上海后，在法租界蒲石路（长乐路）637弄友华村设立了同工招待所，名为基督徒交通传道处，安排来自英国、加拿大的巴若兰、德文兰、钟玛琍（Mary Jones）、赖恩喜（Lena Clarke，来自加拿大，1904年由内地会派遣来华，驻四川省夔州府）等多名女传教士居住于此，接受培训。1942年，倪柝声被上海地方教会停止聚会后，仍然继续照顾这些传教士。直到1943年3月18日，巴若兰等宣教士被日本人关进龙华集中营。战后巴若兰返回英国，仍与史百克同工，并接待来访的李常受。
1956年，巴若兰和钟玛琍回到远东，定居香港，与香港地方教会负责人陈则信同工，住在尖沙咀天文台道五号聚会所四楼。巴若兰于1967年12月24日在香港去世，安葬在九龙城联合道基督教坟场。

## 家人
巴若兰弟兄姊妹8人，还有两个弟弟也先后加入内地会来到中国传道：
- 巴富义（Emil Fischbacher，1903年8月9日－1933年5月27日），1932年抵达中国，在新疆从事医疗布道，因救死扶伤而染病殉职。
- 巴辅胜（Theodore Fischbacher）在1933年巴富义殉职的同年加入内地会，在中国山西省工作15年。